# Piyamas Koijapo
Piyamas Koijapo (taj.: ปิยะมาศ ค่อยจะโป๊ะ; ur. 23 października 1978 w Tajlandii) – tajska siatkarka grająca jako przyjmująca. Obecnie występuje w drużynie Kathu Phuket Volleyball Club.